# Liste der Biografien/Wina
Liste der Biografien |
Portal Biografien |
Personensuche
# |
A |
B |
C |
D |
E |
F |
G |
H |
I |
J |
K |
L |
M |
N |
O |
P |
Q |
R |
S |
T |
U |
V |
W |
X |
Y |
Z |
?
 
Wa |
Wc |
Wd |
We |
Wh |
Wi |
Wj |
Wl |
Wn |
Wo |
Wr |
Ws |
Wt |
Wu |
Ww |
Wy |
Wz
 
Wia |
Wib |
Wic |
Wid |
Wie |
Wif |
Wig |
Wih |
Wii |
Wij |
Wik |
Wil |
Wim |
Win |
Wio |
Wip |
Wir |
Wis |
Wit |
Wiv |
Wiw |
Wix |
Wiz
 
Wina |
Winb |
Winc |
Wind |
Wine |
Winf |
Wing |
Winh |
Wini |
Wink |
Winl |
Winm |
Winn |
Wino |
Winq |
Winr |
Wins |
Wint |
Winw |
Winz
Die Liste der Biografien führt alle Personen auf, die in der deutschsprachigen Wikipedia einen Artikel haben. Dieses ist eine Teilliste mit 37 Einträgen von Personen, deren Namen mit den Buchstaben „Wina“ beginnt.

## Wina
- Wina, Inonge (* 1941), sambische Politikerin und Frauenrechtlerin

### Winai
- Winai Aimoat (* 2003), thailändischer Fußballspieler
- Winai Phattiyakul (* 1948), thailändischer General und Unternehmer

### Winan
- Winand Bock von Pommern (1329–1415), Geistlicher, Domherr von Trier
- Winand, Carl (1879–1955), deutscher Architekt
- Winand, Gábor (1964–2021), ungarischer Jazzmusiker (Gesang, Klavier, Saxophon, Flöte)
- Winand, Jochen (* 1951), deutscher Manager
- Winand, Udo (* 1943), deutscher Wirtschaftsinformatiker
- Winands, Günter (* 1956), deutscher politischer Beamter
- Winands, Klaus (1954–2016), deutscher Kunsthistoriker, Landesdenkmalpfleger
- Winans, BeBe (* 1962), US-amerikanischer Gospel- und R&B-Sänger
- Winans, CeCe (* 1964), US-amerikanische Gospel-SängerinCeCe Winans (* 1964)

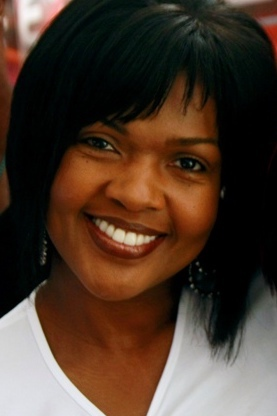
CeCe Winans (* 1964)

- Winans, Chris (* 1961), US-amerikanischer Basketballspieler
- Winans, Edwin B. (1826–1894), US-amerikanischer Politiker, Gouverneur von Michigan
- Winans, Edwin B. (1869–1947), US-amerikanischer Militär, General der US Army
- Winans, James J. (1818–1879), US-amerikanischer Politiker
- Winans, Jamin (* 1977), US-amerikanischer Regisseur, Drehbuchautor, Filmeditor und Komponist
- Winans, John (1831–1907), US-amerikanischer Politiker
- Winans, Mario (* 1974), US-amerikanischer Musikproduzent, Songwriter und SängerMario Winans (* 1974)

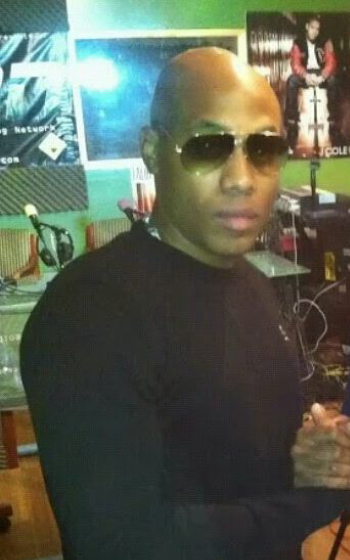
Mario Winans (* 1974)

- Winans, Sam (* 1952), US-amerikanischer Spielfilm/Fernseh-Komponist
- Winans, Walter (1852–1920), amerikanischer Sportschütze, Pferdezüchter, Bildhauer und Autor
- Winans, William L. (1823–1897), US-amerikanischer Unternehmer und Diplomat
- Winant, John Gilbert (1889–1947), US-amerikanischer Politiker
- Winant, William (* 1953), amerikanischer Schlagwerker
- Winants, Luc (1963–2023), belgischer Schachspieler

### Winar
- Winar, Ernest (1894–1978), niederländischer Schauspieler und Regisseur
- Winar, Jurij (1909–1991), sorbischer Komponist und Musikpädagoge
- Winarow, Iwan (1896–1969), bulgarischer Generalleutnant
- Winarow, Petar (1850–1926), bulgarischer Politiker
- Winarow, Warban (1856–1908), bulgarischer Generalmajor
- Winarsky, Leopold (1873–1915), österreichischer Politiker

### Winat
- Winatho, Wassana (* 1980), thailändische Hochspringerin

### Winau
- Winau, Rolf (1937–2006), deutscher Medizinhistoriker

### Winaw
- Winawer, Bruno (1883–1944), polnischer Schriftsteller
- Winawer, Maxim (1863–1926), russischer Jurist, Politiker und Mäzen
- Winawer, Michail Lwowitsch (1880–1942), russischer Ingenieur, Politiker und Menschenrechtler
- Winawer, Szymon (1838–1919), polnischer Schachspieler